# David Morris (homme politique travailliste)
Pour les articles homonymes, voir David Morris (homonymie) et Morris.
David Morris (28 janvier 1930 - 24 janvier 2007) est un homme politique gallois député européen, président de la Campagne pour le désarmement nucléaire (CND) Cymru et militant pour la paix .

## Biographie
Morris est né à Kidderminster, mais adopté par une famille galloise. Il rejoint le Parti travailliste à l'âge de quinze ans et, dans sa jeunesse, il travaille dans une fonderie d'acier à Llanelli, dans le sud du Pays de Galles. Au cours du service national à la fin des années 1940, il est exempté du service militaire en tant qu'objecteur de conscience, à condition de travailler dans les mines de charbon.
Il obtient une bourse au Ruskin College d'Oxford et devient pasteur presbytérien en 1958.
Morris devient un militant anti-nucléaire en 1957, s'opposant à l'Opération Grapple, dans laquelle la Grande-Bretagne teste des armes nucléaires notamment ses premières bombes à hydrogène sur l'atoll de l'océan Pacifique de l'île Christmas (aujourd'hui Kiritimati) .

## Carrière politique
Morris est conseiller du parti travailliste dans le sud du Pays de Galles et se présente sans succès à Brecon et Radnorshire aux élections générales de 1983 avant d'être élu en 1984 Député européen pour le centre et l'ouest du Pays de Galles. Après des changements de frontières, il sert jusqu'en 1999, représentant dernièrement South Wales West, une zone correspondant à Swansea, Neath Port Talbot et Bridgend.
À la fin des années 1990, en raison de l'introduction d'un système de liste de représentation proportionnelle pour les sièges britanniques, le Parti travailliste introduit un processus de sélection transitoire pour déterminer ses candidats aux élections européennes de 1999. Comme d'autres processus internes du parti travailliste de l'époque (par ex. « Labour London Mayor Selection » et « Welsh Labour Leadership Election »), le processus pour déterminer l'ordre des candidats sur la liste du parti pour les élections de 1999 est controversé, avec des allégations selon lesquelles il est antidémocratique et conçu pour écarter les candidats de centre-gauche, comme Morris.
Morris, comme les autres députés gallois en exercice, est réélu comme candidat travailliste par les membres de sa propre circonscription. Cependant, dans le processus plus important pour déterminer le classement de la liste des candidats travaillistes gallois, Morris est placé trop bas pour avoir une chance réaliste d'être élu, et il se retire. Il impute sa désélection à son opposition franche au projet Trident .
Après avoir pris sa retraite du Parlement européen, Morris reste actif dans la politique galloise et travailliste. En effet, il bénéficie de la démocratisation du Parti travailliste gallois qui s'est produite après l'accession de Rhodri Morgan à sa tête, lorsqu'il est élu pour représenter le « Sud-Ouest du Pays de Galles » (la même région que son ancienne circonscription européenne) au Comité exécutif national du Parti travailliste gallois, où il siège jusqu'en 2006.